# 航空教育展示館
航空教育展示館位於台灣高雄市岡山區，是位於中華民國空軍軍官學校校區內的博物館之一（另外還有空軍軍史館和空軍軍機展示場）。於2015年9月19日開幕 ，並於2016年3月1日改為不需預約參觀 。主要展示品為退役軍機，亦有展示武器裝備與航空引擎。 

## 展示飛機
螺旋槳飛機
- 霍克Ⅲ戰鬥機
- P-51戰鬥機
- P-40戰鷹戰鬥機
- PT-17教練機
- 第三代中美號
- C-47B美齡號
- C-123運輸機
- S-2A/T海上巡邏機
- HU-16A(信天翁式)水陸兩用機（英语：Grumman HU-16 Albatross）
- B-26轟炸機（改為黑蝙蝠中隊使用款式）
- PL-1介壽號初級教練機
- 中興號教練機
- T-28A教練機（英语：North American T-28 Trojan）
- O-1G空中管制機（英语：Cessna O-1 Bird Dog）
- U-3A連絡機
- U-6A輕型運輸機
- AT-6教練機
- AT-11高級教練機

直升機
- OH-6A直升機
- OH-13H直升機（英语：Bell H-13 Sioux）
- UH-1H直升機

噴射機
- F-84G雷霆式戰鬥機
- F-86F軍刀式戰鬥機
- F-100A超級軍刀式戰鬥機
- RF-101A巫毒式偵察機[8](紅狐中隊使用款式)
- F-104星式戰鬥機D/G[9]
- F-5A/F自由鬥士/虎式戰鬥機
- XA-3雷鳴號攻擊機
- T-33A射星式教練機
- T-38A鷹爪式教練機
- 波音720-051B中美號[10]
- 米格-15戰鬥機
- 殲-5（米格-17）
- 殲-6戰鬥機（米格-19）[11]
- 米格-21戰鬥機
- Il-28轟炸機

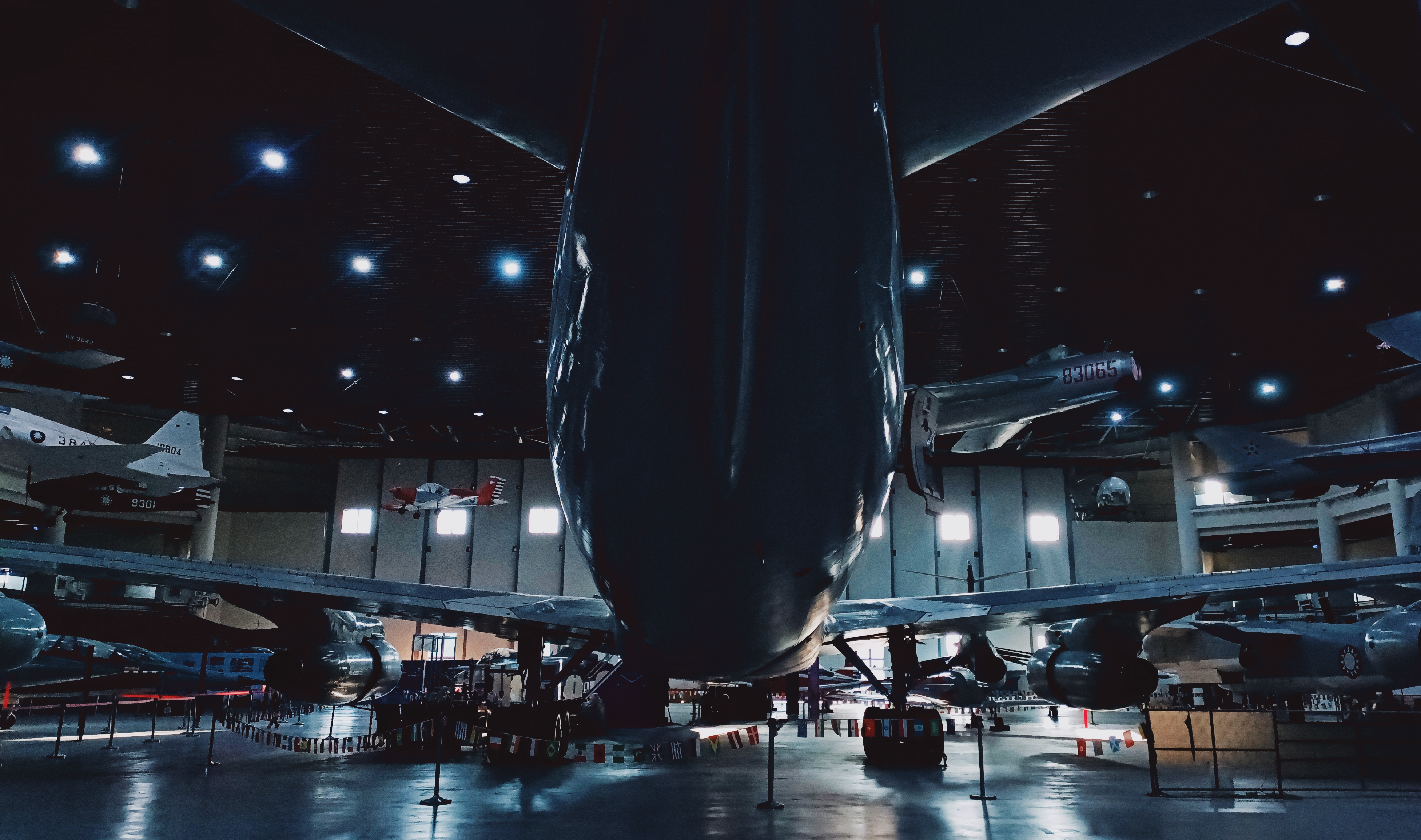
園區內部
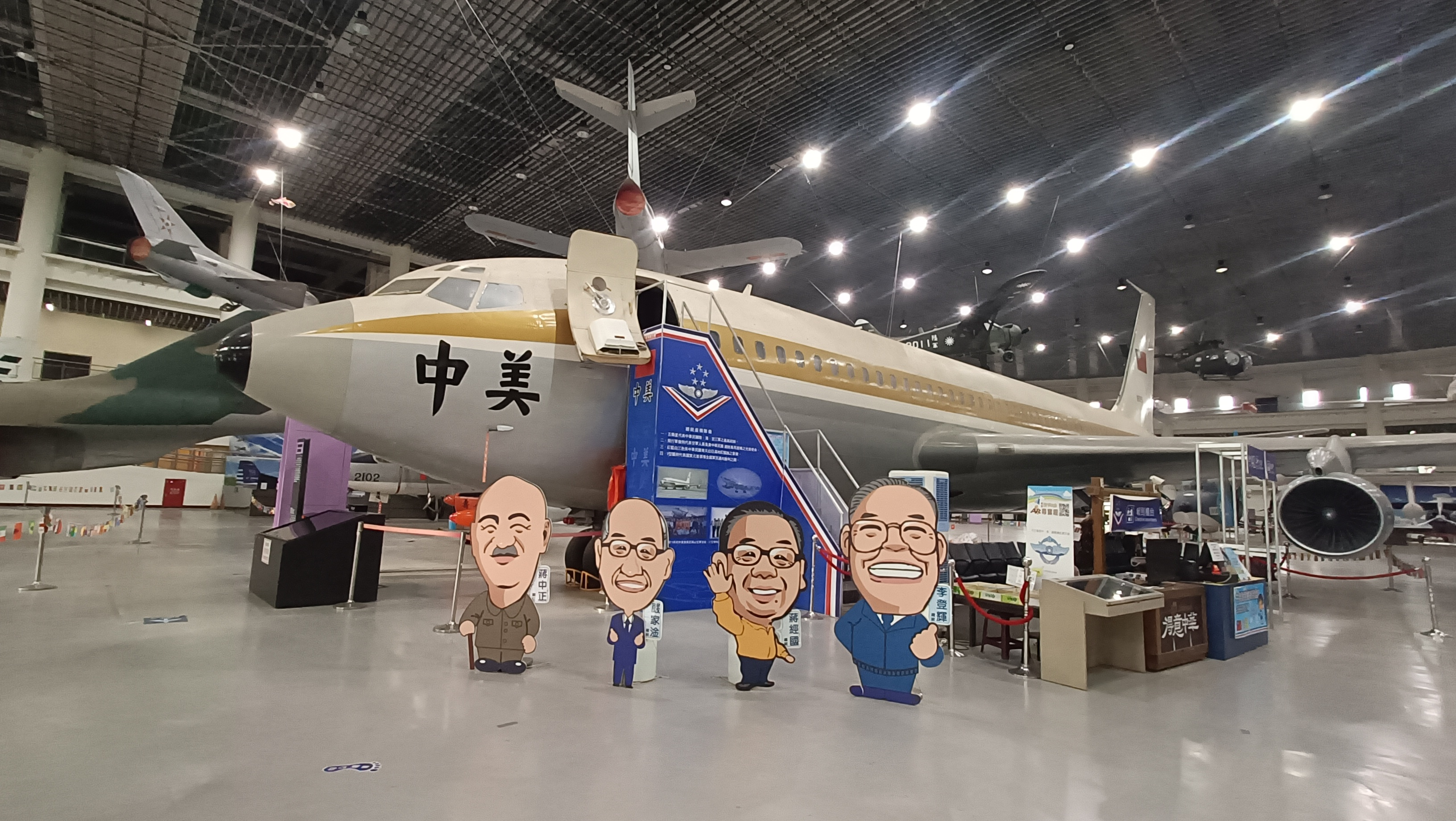
第三代中美號
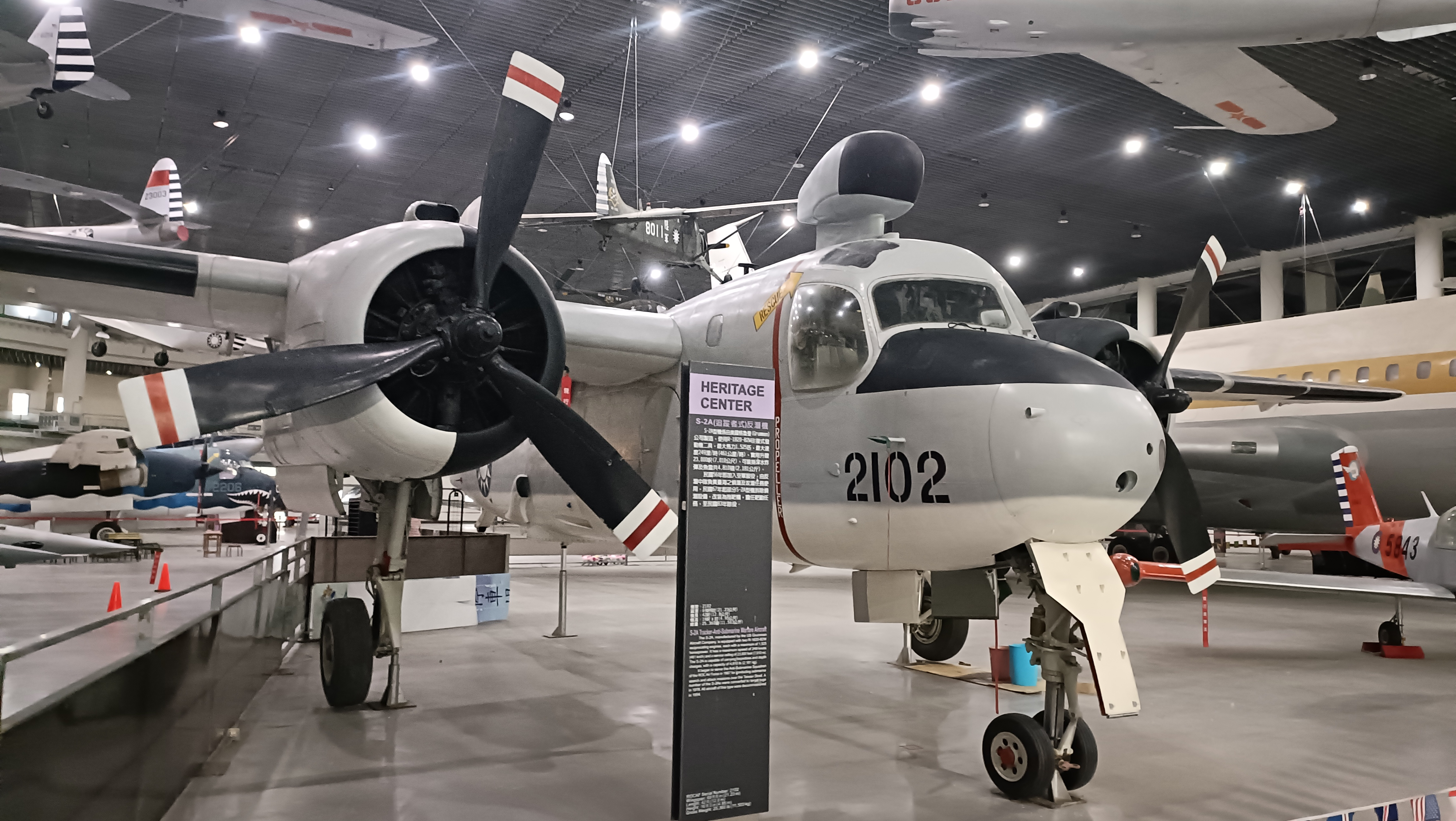
S-2A搜索者海上巡邏機
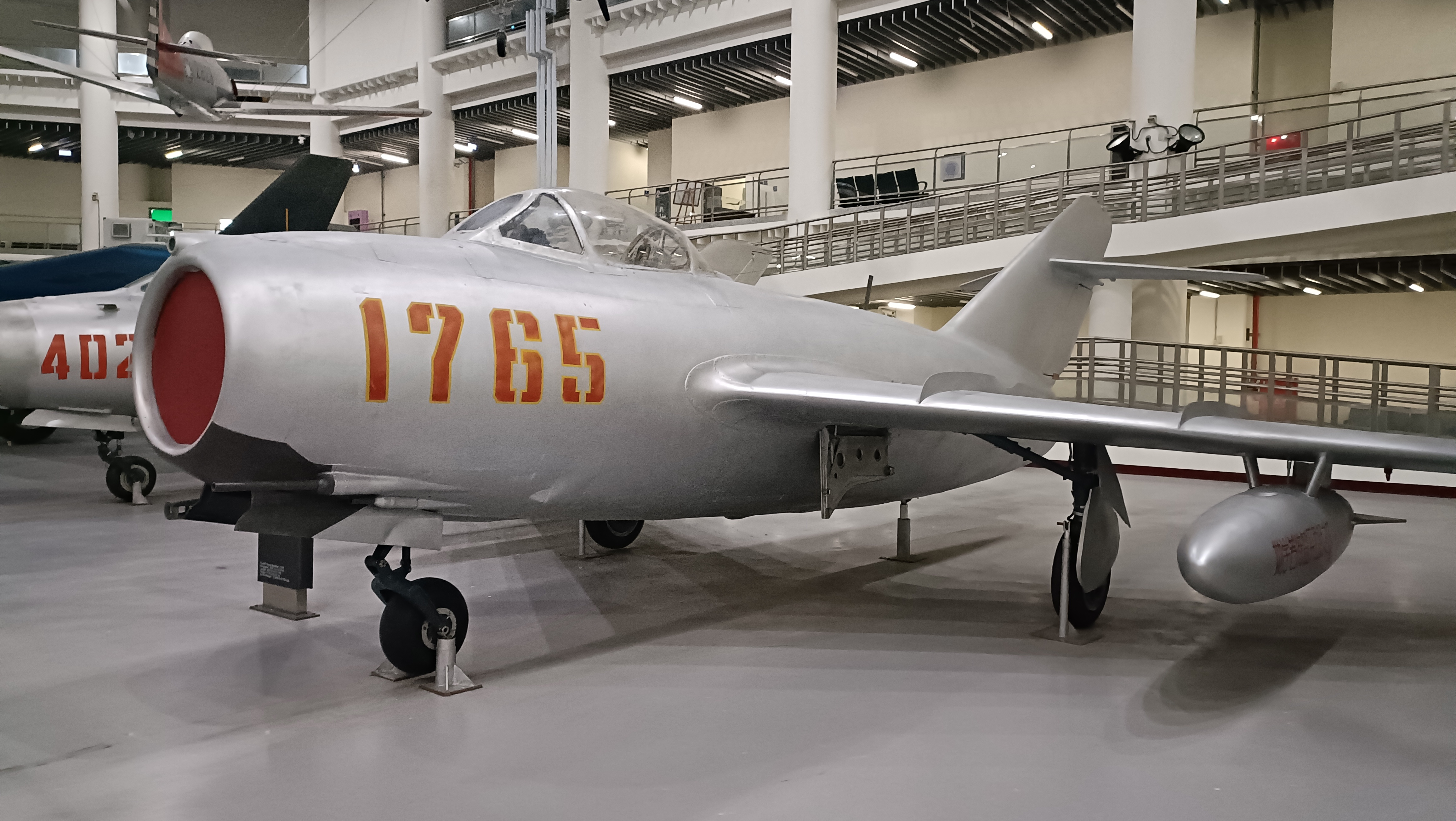
米格-19戰鬥機
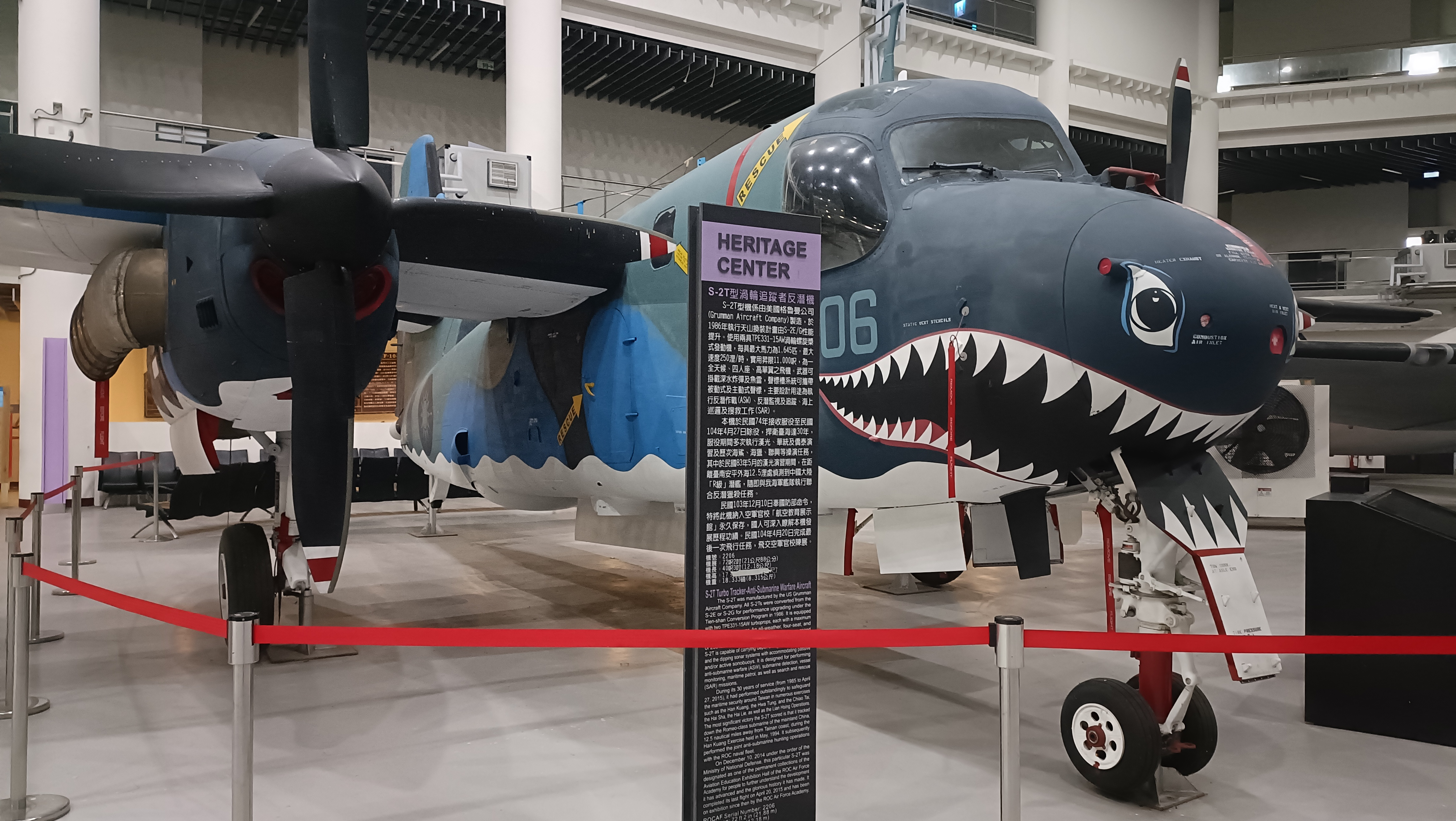
S-2T渦輪追蹤者海上巡邏機
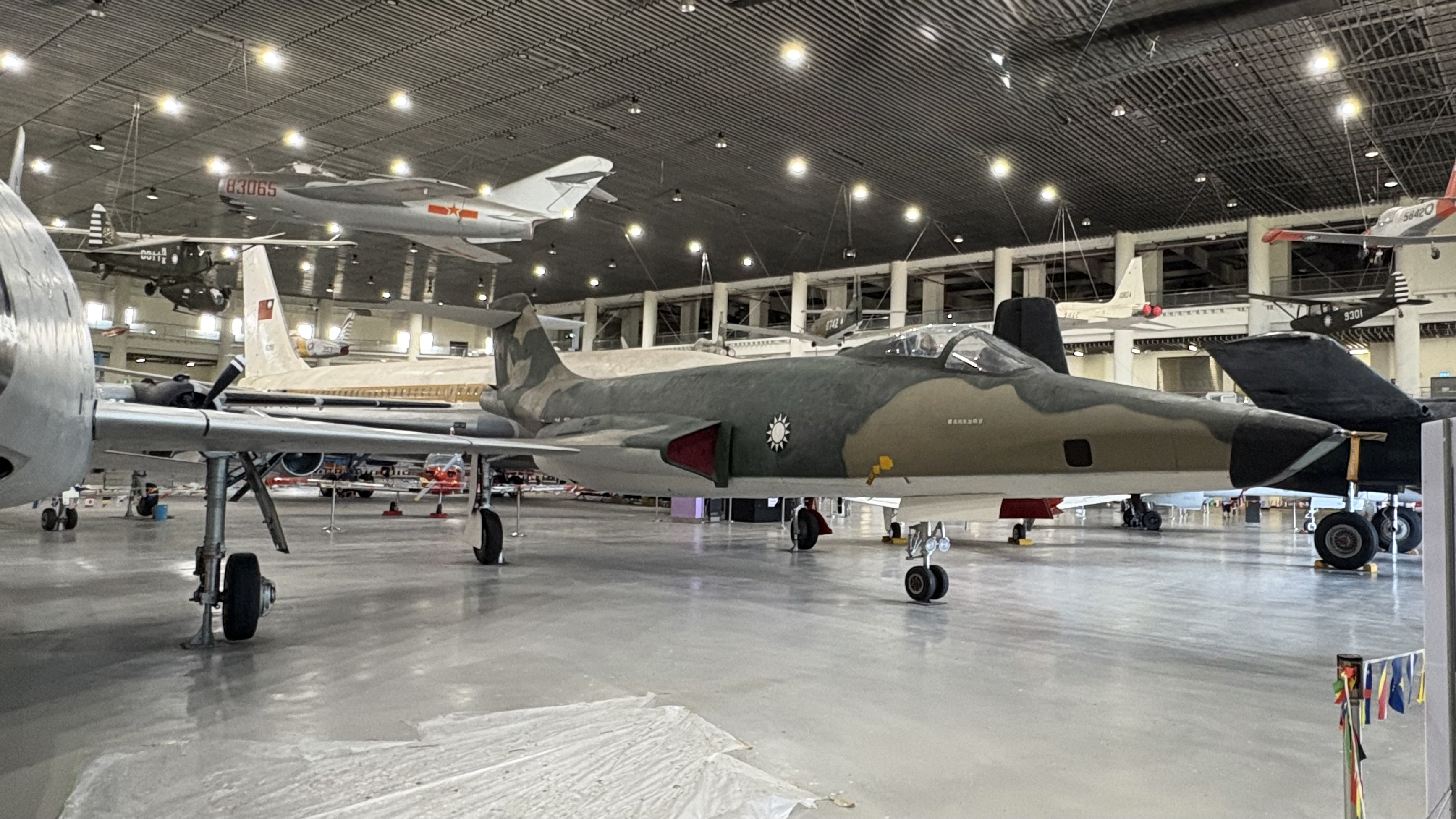
RF-101A偵察機
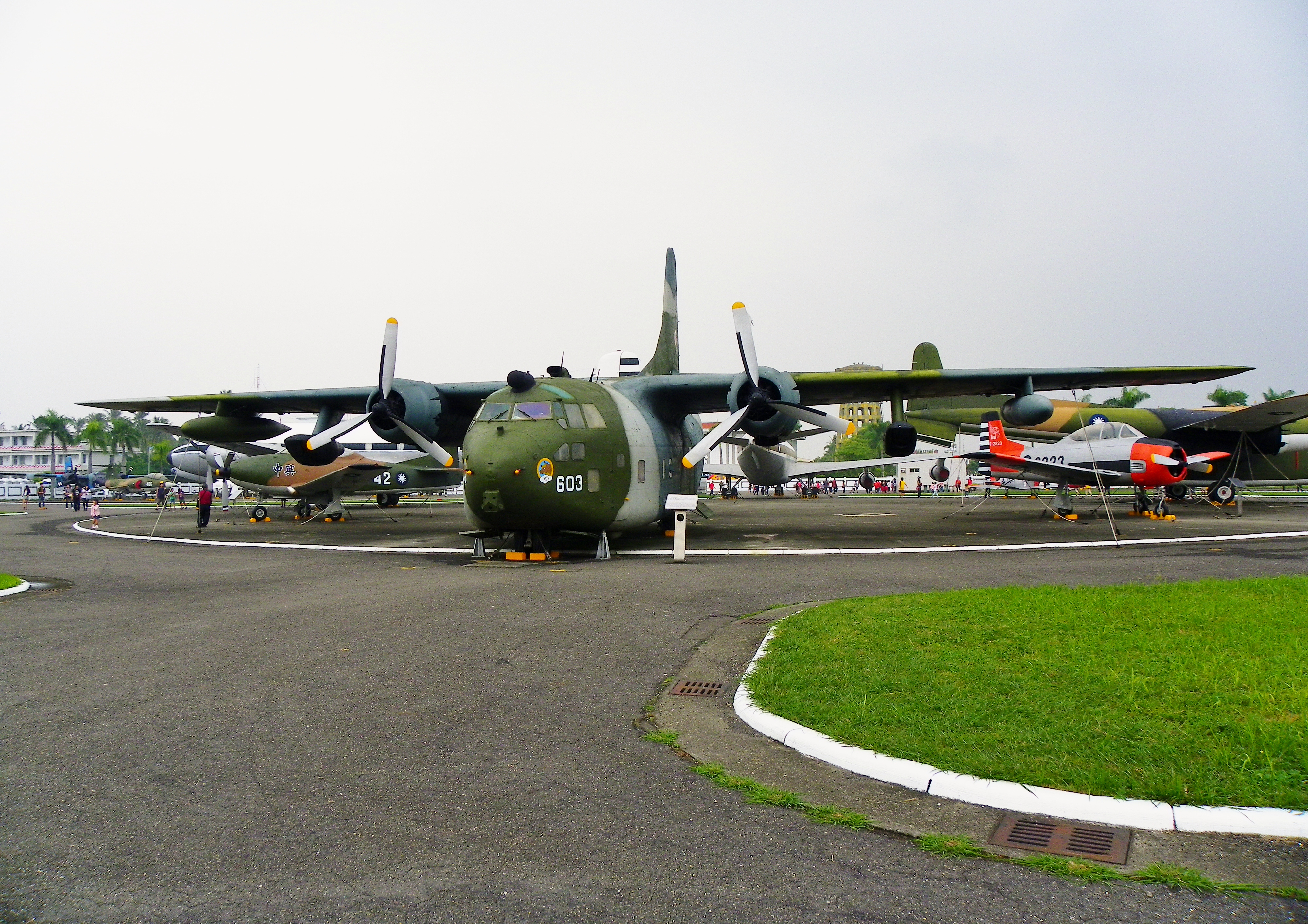
園區外部
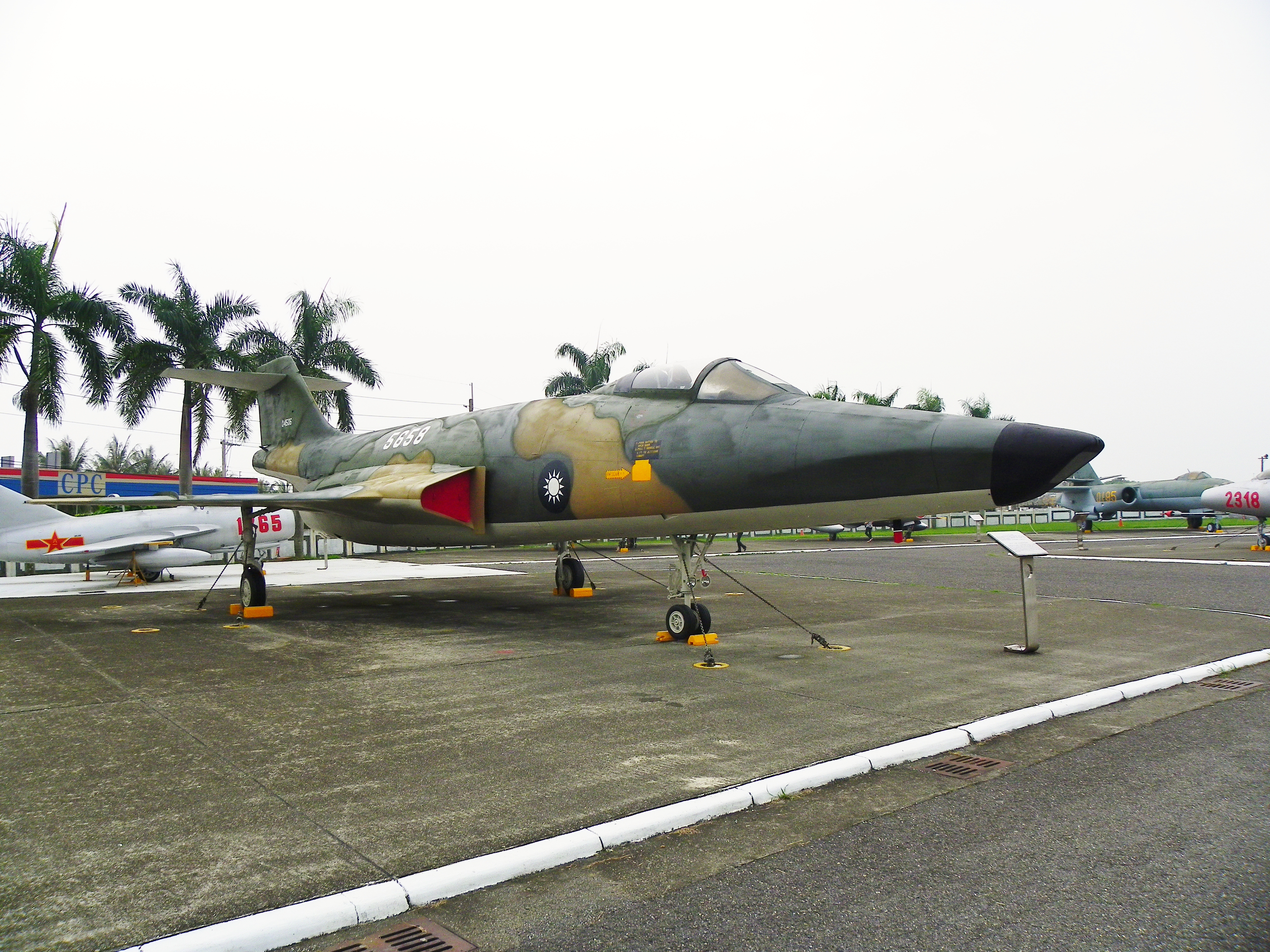
RF-101A偵察機
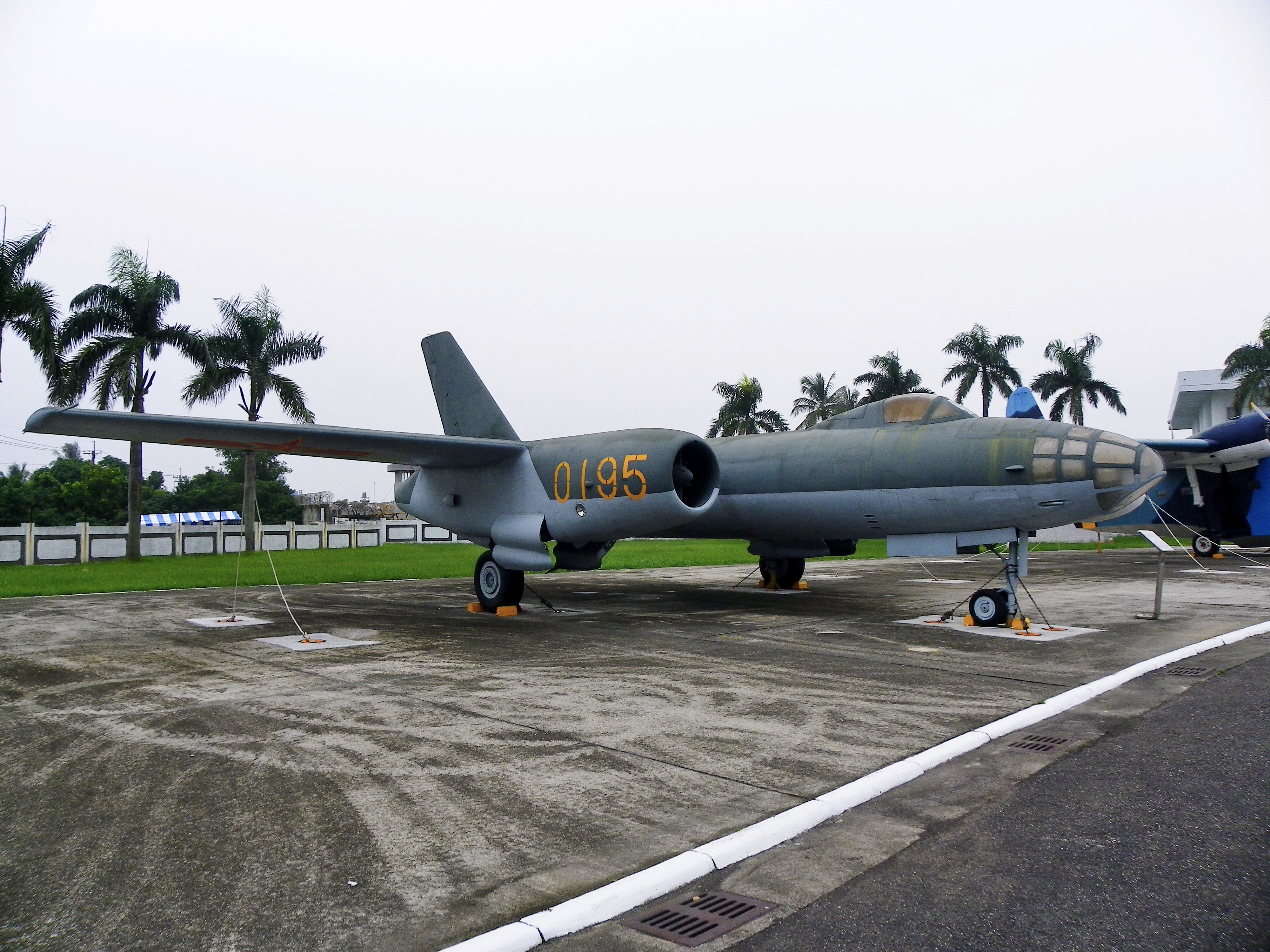
Il-28轟炸機

## 開放時間
全年08:00-17:00

## 外部連結
- 航空教育展示館 （页面存档备份，存于）
- 航空教育展示館的Facebook專頁